# Facultatea de Istorie și Filosofie a Universității de Stat din Moldova
Facultatea de Istorie și Filosofie este una dintre facultățile Universității de Stat din Moldova, fondată la crearea universității în 1946 într-un alt format, cu denumirea de Facultatea de Istorie și Filologie.

## Istoric

### Facultatea de Istorie și Filologie/Drept (1946-1964)
Facultatea a apărut odată cu fondarea Universității de Stat din Moldova în 1946, sub denumirea de Facultatea de Istorie și Filologie. Primul decan al acesteia (1946-1948) a fost Iachim Grosul, transferat de la Institutul Pedagogic din Chișinău pentru a organiza corpul științifico-didactic și procesul de studii. În componența ei intrau inițial trei secții: Limba și literatura moldovenească, Limba și literatura rusă și Istoria. Din ultima făceau parte două catedre: Istoria Popoarelor URSS și Istoria Universală.
În 1962 s-a luat decizia de a separa secția de filologie și de a comasa secția de istorie cu Facultatea de Drept, devenind astfel Facultatea de Istorie și Drept. În acest format a existat, însă, o perioadă scurtă (1962-1964), fiind apoi constituite facultăți separate pentru cele două departamente. Pe atunci, domeniul istoriei și filologiei erau cu mult mai populare decât dreptul, Facultatea de Istorie și Filologie numărând 1215 studenți la 1 iulie 1962, iar cea de Drept doar 72.
În anii 1946-1964, în funcția de decan s-a perindat un număr record de 12 persoane. În afară de Iachim Grosul, printre cei care au stat în funcție cel puțin doi ani se găsesc A. Simonov (1948-1950; 1953-1954), Mihail Muntean (1950; 1957-1960; a nu fi confundat cu Mihail Muntean), Ion Racul (1954-1957) și Afanasie Repida (1960-1970; 1977-1983). Majoritatea își aveau originea în RASS Moldovenească, adică stânga Nistrului, inclusiv Afanasie Repida, născut în satul Pohrebea, alții au imigrat din Rusia, cum a fost cazul filologului Boris Ardentov (decan în 1952-1953). Printre excepții se numără Iosif Vartician (decan în 1950), născut la Onițcani, și Ivan Meșceriuk (decan în 1952), născut la Bolgrad, care, însă, s-au mutat în URSS de timpuriu și și-au făcut studiile acolo, înainte să ajungă la Universitatea de Stat din Moldova. Astfel, la început atât corpul profesoral, cât și decanii erau numiți după criterii politice sau etnice, iar studiile se efectuau inițial exclusiv în limba rusă, lucru care treptat s-a schimbat, pentru anul de studii 1963-1964 fiind prevăzute, de exemplu, cinci grupe cu studierea în limba „moldovenească” și două în limba rusă.
Mihail Muntean are meritul de a fi fost primul profesor care a ținut cursul de Istorie a URSS atât în limba rusă, cât și în română (în anul de studii 1947-1948). De asemenea, în timpul decanatului acestuia s-a introdus pentru prima dată cursul de Istorie a Moldovei (din 1 septembrie 1957).
Cea mai prestigioasă catedră era considerată cea de Istorie a URSS, această disciplină fiind obligatorie în toate instituțiile de învățământ preuniversitar din Uniunea Sovietică – unul dintre pilonii principali ai educației patriotice din politica de stat a acelor vremuri. Astfel, numărul colaboratorilor acestei catedre a crescut de la numai 2 în 1946 la 18 în 1969. Din punct de vedere științific, aceștia cercetau cu precădere teme apropiate intereselor de partid, cum sunt „Istoria revoluției socialiste din octombrie 1917”, „Legitățile dezvoltării istorice a feudalismului și capitalismului”, relațiile moldo-ruse ș.a., dar existau și direcții de cercetare mai tradiționale unui istoric local. Ivan Meșceriuk, de exemplu, fiind originar din sudul Basarabiei și având rădăcini bulgare, s-a specializat în istoria bulgarilor și găgăuzilor din Basarabia. Undeva la mijloc se aflau Iachim Grosul, împreună cu discipolii săi, Mihail Muntean și Ilie Budac, care se concentrau pe probleme de istorie agrară și socială în Basarabia sec. al XIX-lea.
Cu participarea cadrelor facultății s-au publicat un șir de cărți importante, cum este Istoria R.S.S. Moldovenești (Vol. I, 1951; Vol. II, 1955). În același timp, au contribuit substanțial la elaborarea manualelor de istorie folosite pe atunci în școli. În perioada dată, tezele se susțineau doar în limba rusă, iar problemele istorice se tratau de pe poziții totalitar-comuniste, antiromânești, indiferent de interesele științifice exprimate.

### Facultatea de Istorie (1964-2002)
Din 1969 până la începutul anilor '90, studiile la Facultatea de Istorie au fost organizate în patru catedre. În locul celei de Istorie Universală au apărut catedrele de Istorie Antică și Medievală, respectiv de Istorie Modernă și Contemporană. Pe lângă Catedra de Istorie a URSS, s-a creat pentru prima dată o catedră separată de Istorie a Moldovei. În ciuda acestui fapt, aceasta activa în condiții speciale. Numărul de ore pentru disciplinele ei a rămas destul de modest. Literatura editată în România era interzisă, iar cea publicată înainte de 1940 se păstra în depozite speciale cu acces restricționat; materialele didactice în limba română erau puține. Din 1986 a devenit catedră interuniversitară, ceea ce însemna că profesorii predau istoria Moldovei în toate universitățile din RSSM. Deja de atunci, pe fonul mișcării de eliberare națională se pleda pentru o abordare diferită a istoriei Moldovei, anume ca parte componentă a istoriei românilor. Printre promotorii fervenți ai acesteia la facultate se numărau profesorii Ion Buga și Alexandru Moșanu.
În ajunul independenței Republicii Moldova, facultatea s-a restructurat, dispărând în primul rând catedra legată de istoria Uniunii Sovietice. Cele patru catedre aprobate erau: Arheologie și Istorie Antică, Istorie Medie și Modernă, Istoria Românilor, Istorie Contemporană. Din 1995 s-a deschis Catedra de Istorie a Artelor, transformată ulterior în Istoria Culturii și Religiei.
| Perioadă     | Secții / Catedre                                                       | Secții / Catedre                                                       | Secții / Catedre                                                       | Secții / Catedre                           | Secții / Catedre                                  |
| ------------ | ---------------------------------------------------------------------- | ---------------------------------------------------------------------- | ---------------------------------------------------------------------- | ------------------------------------------ | ------------------------------------------------- |
| 1946-1962    | Limba și literatura moldovenească                                      | Limba și literatura rusă                                               | Limba și literatura rusă                                               | Istorie                                    | Istorie                                           |
| 1946-1962    | Limbă și literatură moldovenească                                      | Limbă rusă                                                             | Literatură rusă                                                        | Istoria popoarelor URSS                    | Istorie universală                                |
| 1962-1964    | Drept                                                                  | Drept                                                                  | Drept                                                                  | Istorie                                    | Istorie                                           |
| 1962-1964    | Drept de stat                                                          | Drept și proces civil                                                  | Drept penal și criminalistică                                          | Istoria popoarelor URSS                    | Istorie universală                                |
| 1964-1969    | Istorie                                                                | Istorie                                                                | Istorie                                                                | Istorie                                    | Istorie                                           |
| 1964-1969    | Istoria popoarelor URSS                                                | Istoria popoarelor URSS                                                | Istorie universală                                                     | Istorie universală                         | Istorie universală                                |
| 1969-1990    | Istorie                                                                | Istorie                                                                | Istorie                                                                | Istorie                                    | Istorie                                           |
| 1969-1990    | Istoria URSS                                                           | Istoria Moldovei                                                       | Istoria lumii antice și epocii medievale                               | Istoria modernă și contemporană            | Istoria modernă și contemporană                   |
| 1990-1991    | Istorie                                                                | Istorie                                                                | Istorie                                                                | Istorie                                    | Istorie                                           |
| 1990-1991    | Istoria românilor                                                      | Arheologie și istorie veche                                            | Istorie medie și modernă                                               | Istorie contemporană                       | Sociologie                                        |
| 1991-1995    | Istorie                                                                | Istorie                                                                | Istorie                                                                | Istorie                                    | Istorie                                           |
| 1991-1995    | Istoria românilor                                                      | Arheologie și istorie antică                                           | Istorie medie și modernă                                               | Istorie contemporană                       | Istorie contemporană                              |
| 1995-2000    | Istorie                                                                | Istorie                                                                | Istorie                                                                | Istorie                                    | Istorie                                           |
| 1995-2000    | Istoria românilor                                                      | Arheologie și istorie antică                                           | Istorie medie și modernă                                               | Istorie contemporană                       | Istoria artelor (din 1997 a Culturii și Religiei) |
| 2000-2002    | Istorie                                                                | Istorie                                                                | Istorie                                                                | Istorie                                    | Istorie                                           |
| 2000-2002    | Istoria românilor                                                      | Arheologie și istorie antică                                           | Istorie universală                                                     | Istorie universală                         | Istorie universală                                |
| 2002-2003    | Istorie                                                                | Istorie                                                                | Istorie                                                                | Pedagogie și psihologie                    | Pedagogie și psihologie                           |
| 2002-2003    | Istoria românilor                                                      | Arheologie și istorie antică                                           | Istorie universală                                                     | Pedagogie și psihologie                    | Pedagogie și psihologie                           |
| 2003-2008    | Istorie                                                                | Istorie                                                                | Istorie                                                                | Pedagogie și psihologie                    | Pedagogie și psihologie                           |
| 2003-2008    | Istoria românilor și antropologie                                      | Istoria românilor și antropologie                                      | Istorie universală                                                     | Psihologie                                 | Științe ale educației                             |
| 2008-2013    | Istorie                                                                | Istorie                                                                | Istorie                                                                | Filosofie și antropologie                  | Filosofie și antropologie                         |
| 2008-2013    | Istoria românilor                                                      | Istorie antică și arheologie                                           | Istorie universală                                                     | Filosofie și antropologie                  | Filosofie și antropologie                         |
| 2013-prezent | Departamentul de Istorie a Românilor, Istorie Universală și Arheologie | Departamentul de Istorie a Românilor, Istorie Universală și Arheologie | Departamentul de Istorie a Românilor, Istorie Universală și Arheologie | Departamentul de Filosofie și Antropologie | Departamentul de Filosofie și Antropologie        |

Cu excepția lui Afanasie Repida menționat mai sus, în această perioadă decani ai facultății au mai fost Mihail Sâtnic (1970-1977), Vladimir Potlog (1983-1989), Alexandru Moșanu (1989-1990), Anatol Petrencu (1990-1992) și Ion Niculiță (1992-2003). În anii '60 și '70 funcțiile-cheie continuă să fie ocupate de persoane apropiate structurilor de partid (Afanasie Repida, Mihail Sâtnic, Artiom Lazarev ș.a.), dar politica de angajare a noilor cadre s-a mai relaxat, iar reprezentanții generațiilor noi de istorici, de obicei autohtoni basarabeni, au ajuns să constituie o proporție mai mare din corpul didactic.
Până la destrămarea Uniunii Sovietice, direcțiile de cercetare științifică au rămas relativ aceleași în cadrul catedrelor de Istorie a URSS, Istorie Universală și apoi cea de Istorie Modernă și Contemporană, fiind axate pe dezvoltarea intereselor de partid, pe linii marxist-leniniste. O contribuție meritorie a fost publicarea lucrării „Istoria Chișinăului” (1966; doar în limba rusă), care și-a păstrat valoarea până în zilele de astăzi. Crearea noilor catedre dedicate istoriei antice/medievale și istoriei Moldovei a diversificat într-o oarecare măsură tematica abordată la facultate. În domeniul istoriei antice (și preistoriei) s-a remarcat Ion Niculiță, interesat în special de procesele de etnogeneză la tracii de nord, de romanitate și romanizare. A publicat două monografii, una despre geții din sec. IV-III a.Chr. la est de Carpați (Геты IV–III вв. до н.э. в днестровско-карпатских землях, 1977), și a doua despre tracii septentrionali în sec. VI-I a.Chr. (Северные фракийцы в VI – I вв. до н.э., 1987). Acestea posedă valoare științifică până în prezent, mai ales datorită faptului că valorifică rezultatele săpăturilor arheologice efectuate de universitate, cu participarea studenților facultății. În domeniul istoriei medievale se remarcă cercetările lui R. Engelgardt și ale Elenei Podgradschi, ultima publicând o monografie despre relațiile comerciale între Moldova și Liov în sec. XVI-XVII (Торговые связи Молдавии со Львовом в XVI-XVII вв., 1973).
Majoritatea lucrărilor publicate de către colaboratorii facultății în perioada sovietică aveau scopul de a ideologiza istoria conform teoriilor marxist-leniniste. Din cauza asta impactul lor științific este foarte redus, în pofida numărului lor impunător. Studenții, absolvenții și profesorii facultății au avut un rol de întâietate în renașterea națională a românilor basarabeni și în procesul de democratizare a societății din Republica Moldova la răscrucea ultimelor două decenii din secolul al XX-lea. După destrămarea URSS, o mare parte din profesorii în etate s-au retras, iar cei care au rămas au avut sarcina dificilă de a reforma învățământul istoric atât la facultate, cât și la nivel preuniversitar în întreaga republică. S-a întețit colaborarea cu instituțiile de învățământ din România. Chiar în 1990 au participat la conferințe sau au ținut lecții la facultate profesorii din România Paul Michelson, Ion Agrigoroaiei și Ioan Caproșu. În cercetarea istorică au început să fie abordate teme interzise până atunci, de exemplu foametea în Moldova, colectivizarea, represiunile staliniste ș.a., iar perioada țaristă să fie încadrată în fenomenul colonialismului, specific acelor vremuri, cu toate conotațiile lui.

### Facultatea de Istorie și Psihologie (2002-2008)
Din ianuarie 2002, catedra de Pedagogie și Psihologie a fost transferată la Facultatea de Istorie, devenind împreună Facultatea de Istorie și Psihologie. În urma comasării catedrelor au rămas doar două istorice, cea de Istorie a Românilor și Antropologie și cea de Istorie Universală, adăugate fiind catedrele de Psihologie și Științe ale Educației. În această perioadă, cu excepția lui Ion Niculiță, în poziția de decan al facultății a fost Constantin Solomon (2003-2007).
Printre interesele științifice ale colaboratorilor catedrelor istorice se numără politicile și relațiile externe ale Țării Moldovei în epocile medievală și modernă, mișcarea națională în Basarabia, evoluția structurilor statale în RSSM, nobilimea și burghezia românească, tracologia, istoria învățământului universitar ș.a. Cei mai prolifici autori de studii, activi atunci, erau Ion Niculiță, Valentin Tomuleț, Constantin Solomon, Emil Dragnev, Ion Eremia, Gheorghe Palade, Pavel Cocârlă, Igor Ojog și Igor Șarov. În plus, cadrele didactice au participat la elaborarea manualelor de istorie a românilor și istorie universală pentru ciclurile preuniversitare. Astfel de autori au fost Constantin Drachenberg, Ion Niculiță, Igor Ojog, Anatol Petrencu, Igor Șarov, Emil Dragnev, Pavel Cocârlă ș.a.
Catedrele de Științe ale educației și de Psihologie au urmărit cercetarea unor teme precum teoria și metodologia curriculum-ului universitar, pedagogia în universitate, neuropsihologia, psihodiagnosticul, psihologia patologică, socială, a maselor, studii de gen ș.a. S-au implicat activ în elaboroarea politicilor educaționale din universități și în reformarea învățământului superior conform standardelor europene și internaționale. Printre colaboratorii acestor catedre se găseau Vladimir Guțu, Carolina Platon, Angela Potâng, Valentina Bodrug și Otilia Dandara.

### Facultatea de Istorie și Filosofie (2008-prezent)
În 2008 a avut loc o nouă restructurare, în urma căreia Științele educației și Psihologia au format o facultate nouă, iar cea veche s-a transformat în Facultatea de Istorie și Filosofie, așa cum este ea cunoscută până în prezent. Decani ai facultății au fost Igor Șarov (2009-2013), Ion Gumenâi (2013-2017), Ion Eremia (2017-2018), Sergiu Matveev (2018-2023) și Igor Bercu (2023-prezent).

## Spații de învățământ

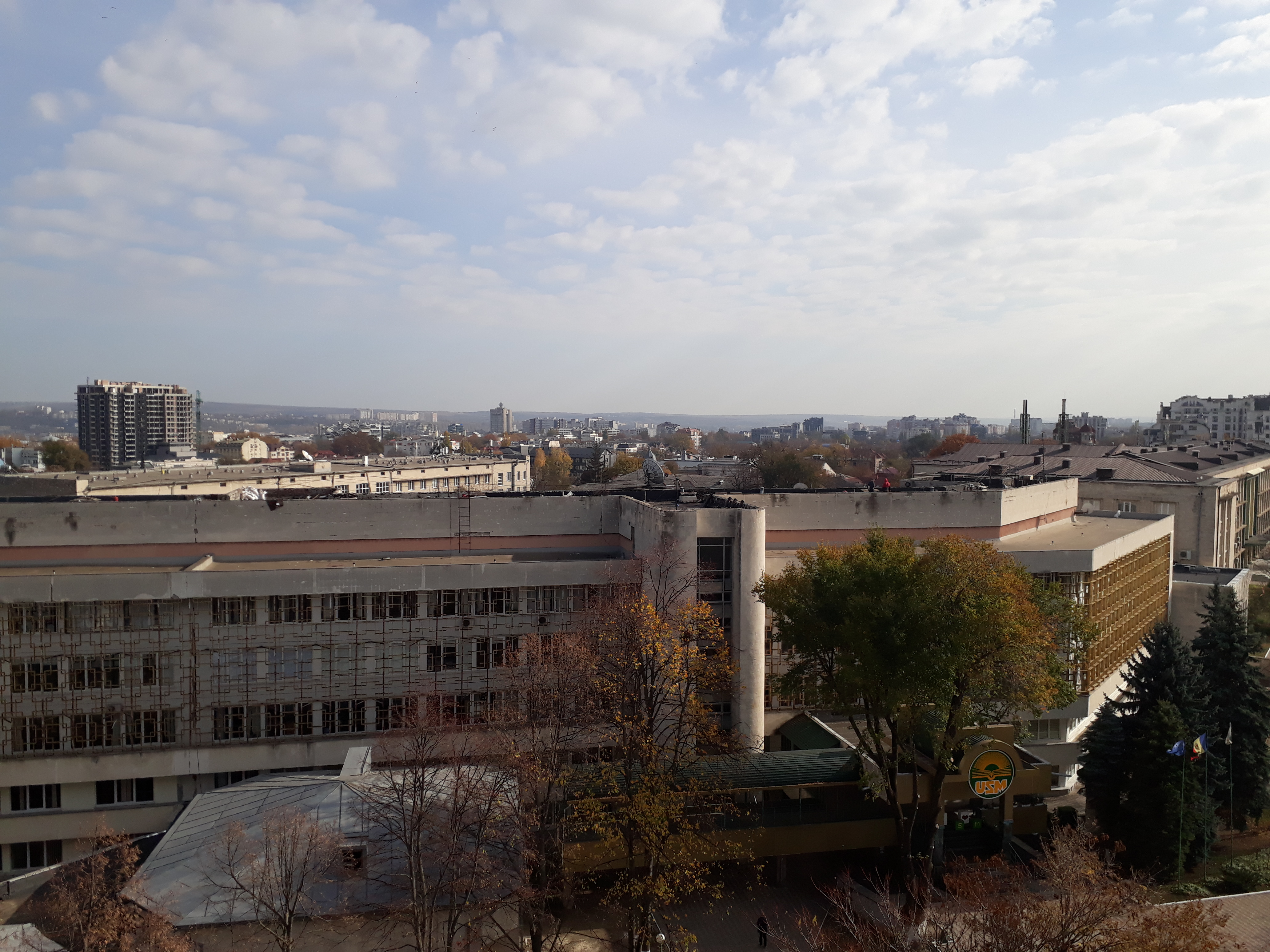
Auditoriile și oficiile facultății se află la ultimul etaj al blocului central al universității (vedere din Turnul de apă din Chișinău).

Clădirea în care funcționează facultatea reprezintă blocul principal al Universității de Stat din Moldova, aflat pe strada Alexei Mateevici, nr. 60, în spatele Turnului de Apă (sediul actual al Muzeului orașului Chișinău). Auditoriile și oficiile facultății se află la etajul 4 (nivelul al cincilea suprateran), inclusiv spații rezervate Centrului de Informare al României „Gheorghe Brătianu” și Muzeului de Antichități „Tudor Arnăut”.
În anii 1962-1968 sediul său se afla în clădirea fostei școli-internat nr. 2 din sectorul Buiucani, în prezent str. Ion Creangă, 80 (Liceul „Dante Alighieri”), iar între 1968 și 1986 – în corpul II al universității, de pe str. Mihail Kogălniceanu, nr. 67.
Pe lângă spațiile din blocul principal al universității, facultatea mai administrează Baza de Practică de la Saharna și Centrul polivalent didactico-științific al USM de la Butuceni, ambele fiind locuri unde studenții de istorie și-au realizat sau își realizează practica arheologică.

## Structură
Activitatea didactico-științifică a facultății se împarte în două departamente: de Istorie a Românilor, Universală și Arheologie (director: Emil Dragnev) și de Filosofie și Antropologie (director: Dumitru Dodul). Adițional, mai există opt centre de cercetare:
- Centrul de Cercetări Calitative în Antropologie – are misiunea de a avansa înțelegerea cauzelor, consecințelor și efectelor schimbărilor social-culturale din societate[23].
- Centrul de Cercetări în Filosofie Teoretică, Filosofie Practică și Epistemologie Aplicată
- Centrul de Cercetare în Etică și Filosofie Aplicată
- Centrul de Studiere a Regimurilor Totalitare și a Războiului Rece
- Centrul de Studii Interdisciplinare „Silviu Dragomir”, Chișinău-Oradea
- Institutul de Istorie Socială „ProMemoria”
- Centrul de Management al Patrimoniului Cultural
- Centrul de Arheologie „Ion Niculiță”

## Activitate didactică
Facultatea de Istorie și Filosofie oferă în prezent cinci specializări la ciclul I (licență) și altele cinci la ciclul II (master):
- Licență:
  - Istorie (științe ale educației)
  - Istorie și limbă engleză (știință ale educației)
  - Istorie
  - Antropologie
  - Filosofie
- Master:
  - Managementul patrimoniului cultural
  - Istoria și cultura religiilor
  - Stat și societate din perspectivă istorică
  - Filosofie, antropologie și management cultural
  - Filosofii contemporane

Pentru ciclul II (master), la programele Managementul patrimoniului cultural și Filosofii contemporane, Universitatea de Stat din Moldova în colaborare cu Universitatea din București oferă studenților posibilitatea de a obține o diplomă dublă (a ambelor instituții), cu realizarea unui semestru de studii în România.

### Săpături arheologice

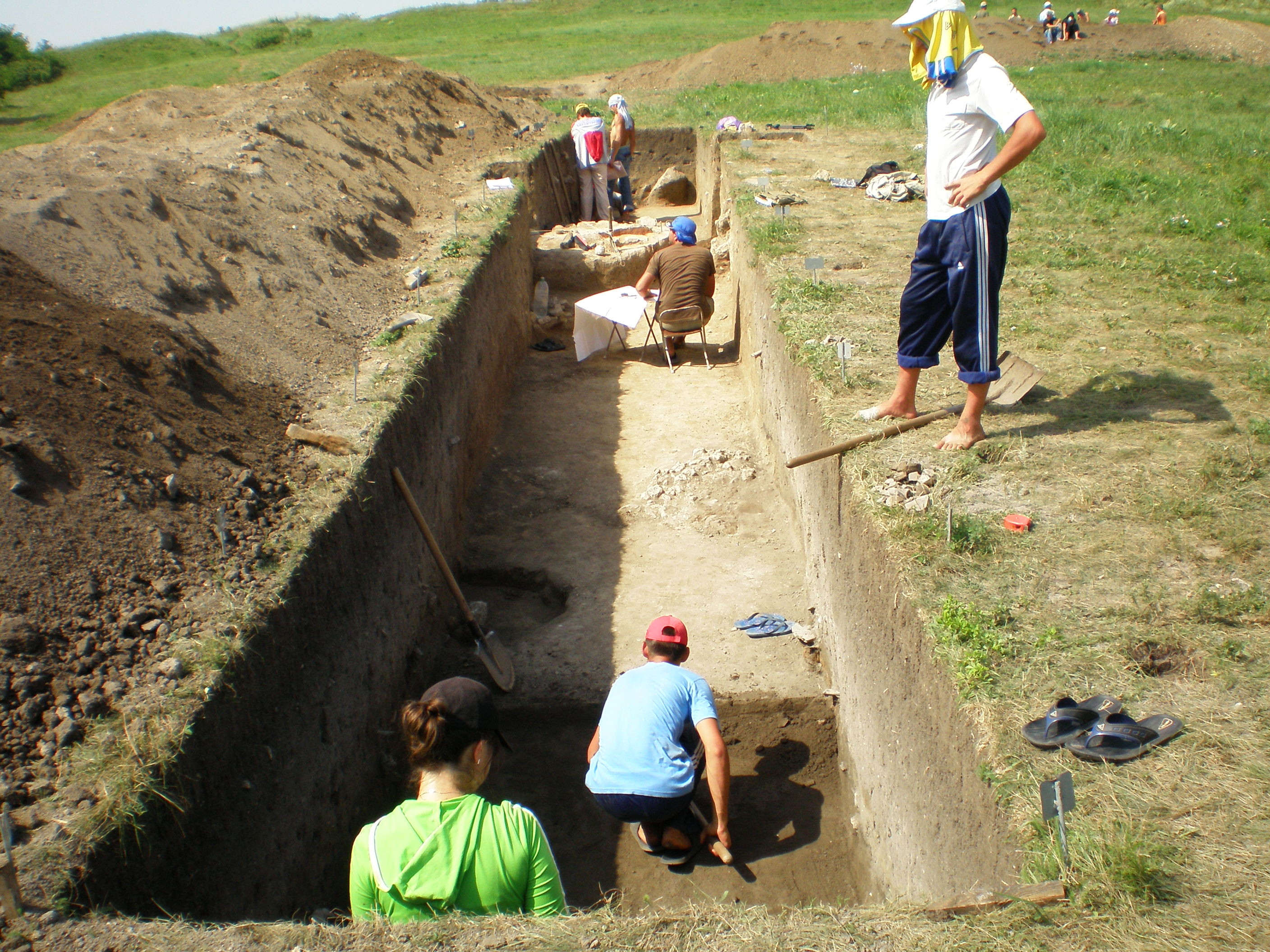
Studenții facultății în cadrul săpăturilor arheologice de la Saharna „Mare” (2010).

Studenții din primul an ai specializărilor istorice pot să-și efectueze practica de specialitate în cadrul săpăturilor arheologice organizate de facultate, tradiție respectată la Universitatea de Stat din Moldova de peste 50 de ani (din 1966). În prezent, acestea au loc la siturile din microzona Saharna, mai ales în punctul Saharna „Țiglău”. În trecut, facultatea a organizat săpături arheologice pentru studenți la Hansca (1966-1977; 1979-1981), Butuceni (1983-2001) și Saharna (2001-prezent; cu precădere în punctele „Saharna Mare” / „Dealul Mănăstirii”, „Saharna Mică”, „La Șanț” și „Țiglău). În anii '90, datorită colaborării cu Institutul de Cercetări Eco-Muzeale Tulcea, unii și-au realizat practica arheologică în Dobrogea, la Telița „Celic Dere”, Histria, Argamum, Halmyris ș.a., iar în urma unui acord cu Institutul Român de Tracologie și Muzeul de Arheologie din Odesa, alții au făcut-o în zona Bugeacului, pe siturile de la Cartal, Satu Nou, Necrasovca Veche și Reni.

### Relații internaționale
Pe lângă programele cu diplomă dublă, atât studenții, cât și cadrele didactico-științifice ale facultății participă la diferite mobilități internaționale, în special din cadrul Erasmus+. În ultimii ani, aceștia au ales mobilități la universitățile din Germania, Cehia, Belgia și Lituania, dar ofertele cuprind o gamă largă de universități din mai multe țări europene. Un alt finanțator de mobilități este Agenția Universitară a Francofoniei, care oferă, de exemplu, în colaborare cu Guvernul României, posibilitatea de a efectua cercetări doctorale și postdoctorale, inclusiv din științele umaniste, în cadrul programului „Eugen Ionesco”.
Departamentul pentru Relația cu Republica Moldova al României a finanțat deschiderea Centrului de informare a României „Gheorghe Brătianu” în cadrul facultății (renovare și dotare cu echipament) și organizarea conferinței științifice internaționale Latinitate, Romanitate, Românitate.
În anul 2021, Facultatea de Istorie și Filosofie a înregistrat un număr de 6 studenți străini.

## Personalități marcante

### Academicieni
| Nume               | Academie                       | Din anul | Membru       | Mențiuni                                    |
| ------------------ | ------------------------------ | -------- | ------------ | ------------------------------------------- |
| Alexandru Moșanu   | Academia Română                | 1993     | de onoare    | istoric; primul președinte al Parlamentului |
| Andrei Eșanu       | Academia Română                | 2011     | de onoare    | istoric                                     |
| Andrei Eșanu       | Academia de Științe a Moldovei | 2007     | titular      | istoric                                     |
| Valeriu Matei      | Academia Română                | 2011     | de onoare    | poet, istoric, politician                   |
| Victor Gațac       | Academia Rusă de Științe       | 2000     | corespondent | filolog, folclorist, etnolog                |
| Victor Gațac       | Academia de Științe a Moldovei | 2000     | de onoare    | filolog, folclorist, etnolog                |
| Iachim Grosul      | Academia de Științe a URSS     | 1966     | corespondent | istoric, președinte AȘM                     |
| Iachim Grosul      | Academia de Științe a Moldovei | 1961     | titular      | istoric, președinte AȘM                     |
| Iosif Vartician    | Academia de Științe a Moldovei | 1961     | titular      | filolog, politician                         |
| Ilie Budac         | Academia de Științe a Moldovei | 1972     | titular      | istoric                                     |
| Artiom Lazarev     | Academia de Științe a Moldovei | 1976     | titular      | istoric, politician, rector USM             |
| Simion Cibotaru    | Academia de Științe a Moldovei | 1981     | titular      | filolog, critic și istoric literar          |
| Silviu Berejan     | Academia de Științe a Moldovei | 1992     | titular      | filolog, lingvist                           |
| Dumitru Matcovschi | Academia de Științe a Moldovei | 1995     | titular      | poet, prozator, publicist                   |
| Alexandru Roșca    | Academia de Științe a Moldovei | 2000     | titular      | filosof                                     |
| Gheorghe Rusnac    | Academia de Științe a Moldovei | 2000     | titular      | istoric, politolog, rector USM              |
| Mihail Dolgan      | Academia de Științe a Moldovei | 2007     | titular      | filolog, critic și istoric literar          |
| Valeriu Pasat      | Academia de Științe a Moldovei | 2012     | titular      | istoric, politician                         |
| Nikolai Mohov      | Academia de Științe a Moldovei | 1972     | corespondent | istoric                                     |
| Vladimir Țaranov   | Academia de Științe a Moldovei | 1981     | corespondent | istoric                                     |
| Valentin Zelenciuc | Academia de Științe a Moldovei | 1989     | corespondent | etnolog                                     |
| Anatol Ciobanu     | Academia de Științe a Moldovei | 1992     | corespondent | lingvist                                    |
| Leonid Cemârtan    | Academia de Științe a Moldovei | 1995     | corespondent | teatrolog, critic de artă                   |
| Demir Dragnev      | Academia de Științe a Moldovei | 2008     | corespondent | istoric                                     |

### Alte personalități
- Liviu Damian – poet, eseist, jurnalist; absolvent al facultății (1960).
- Mircea Druc – politician, prim-ministru al RSSM în 1990-1991.
- Petru Lucinschi – politician, președintele Republicii Moldova în 1997-2001.
- Victor Țvircun – istoric, politician, diplomat, ministru al Educației, Tineretului și Sportului (2005-2008).
- Gheorghe Postică – arheolog, medievist, profesor universitar, viceministru al Culturii (2009-2017).
- Igor Șarov – istoric, profesor universitar, ministru al Educației, Culturii și Cercetării (2020), rector al Universității de Stat din Moldova (2020-prezent).
- Igor Grosu – politician, președintele Parlamentului Republicii Moldova (2021-prezent).
- Absolvenți sau lectori ai facultății care au făcut cariere în politică în perioada postsovietică: Mark Tkaciuk, Monica Babuc, Vladimir Bolea, Virgil Pâslariuc, Alexandru Slusari, Octavian Țîcu[43], Sergiu Palihovici[44], Gheorghe Șalaru[45], Valeriu Streleț[46], Veronica Abramciuc[47], Igor Corman[48] ș.a.